# Corylus avellana
El avellano, avellano común o avellano europeo (Corylus avellana) es un árbol o arbusto caducifolio oriundo de Europa y Asia.

## Descripción

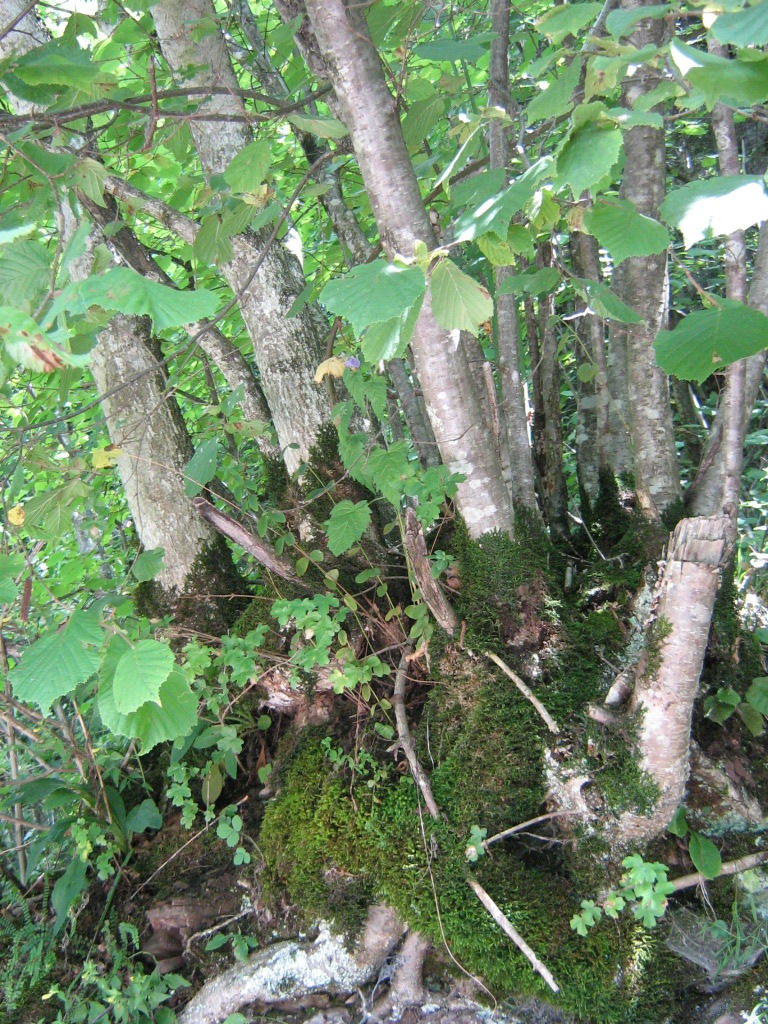
Vástagos de avellano en los Alpes italianos

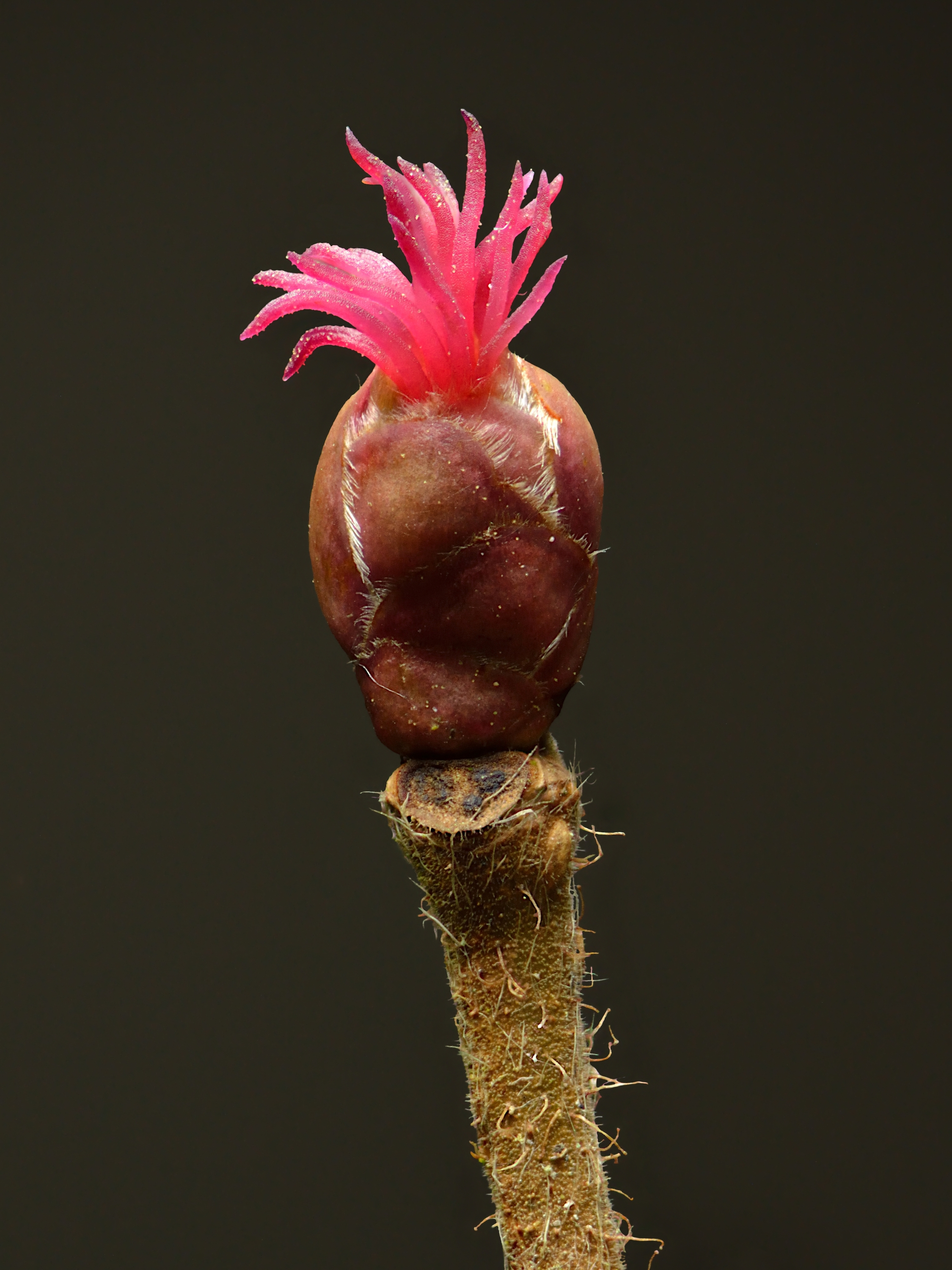
Flor femenina

Es un árbol que alcanza normalmente entre 3 y 8 m de alto, aunque en ocasiones puede llegar a los 15 m con una copa muy extendida de forma irregular, generalmente ramificado desde la base. De corteza marrón pálida o gris y profundamente estriada, su madera es dura, flexible y muy resistente. Las hojas redondeadas, tienen entre 6 y 12 cm de largo y ancho y son suavemente pubescentes por ambas caras, con bordes doblemente aserrados.
Las flores nacen antes que las hojas, a principios de la primavera. Son monoicas y con amentos de sexo diferenciado; los masculinos de color amarillo pálido y entre 5 y 12 cm de largo, los femeninos muy pequeños y prácticamente ocultos en las yemas de las que surgen los estilos rojo brillante, en número de 1 a 3.
El fruto es la avellana, que se produce en grupos de 1 a 5, cada una contenida en un pequeño y hojoso involucro que encierra alrededor de las 3/4 partes de la nuez. La maduración tarda de 7 a 8 meses y entonces el involucro se abre liberando la avellana.

## Distribución
Es una planta de climas templados, aunque tiene una gran área de distribución. Prefiere localizaciones aireadas con una temperatura elevada unida a cierto grado de humedad, ya que esas condiciones favorecen la fructificación y el desarrollo de las avellanas.
Sin ser muy exigente, el avellano requiere un terreno profundo, fresco, blando, de naturaleza silíceo-calcáreo-arcillosa o calcáreo-silíceo-arcillosa y de subsuelo permeable, con pH entre 5,5 y 7,8. El avellano es muy sensible a la sequía, y si las tierras son excesivamente calcáreas y de naturaleza seca puede resentirse por la falta de humedad. Le gusta la niebla y la humedad atmosférica, contribuyendo a mantenerla.[cita requerida]
Su área de distribución de Asia Septentrional pasa a Rusia, Austria, Alemania, Francia, España e Italia. Desde la última glaciación se convirtió en una especie común en el sotobosque de abetos. Actualmente, el límite septentrional de esta especie ronda al paralelo 63°, por el sur llega hasta el norte de África y se extiende por el este hasta Armenia.
En la península ibérica se encuentra principalmente en la mitad septentrional.

## Cultivo
Existen documentos donde se menciona su cultivo que se remontan al siglo IV a. C. Es una especie muy tolerante en cuanto al clima, pudiendo resistir inviernos de fríos extremos y sequías. Sin embargo, para obtener una buena producción vegeta mejor en terrenos húmedos, permeables y profundos con exposiciones soleadas.
Esta especie se cultiva directamente por sus frutos, principalmente en Europa, China, Australia y Turquía. Existen muchas variedades cultivares: 'Negreta', 'Pauetet', 'Constantí', 'Barcelona', 'Butler', 'Casina', 'Daviana', 'England', 'Ennis', 'Halls Giant', 'Tonda Gentile', 'Delle Langhe', 'Tokolyi', 'Cosford', 'Tonda di Giffoni', 'Tonda Romana', 'Wanliss Pride', 'Willamette', 'Lewis', 'Clark' y 'Jemtegaard'. Algunas de ellas se cultivan por las cualidades específicas del fruto y por su producción precoz y tardía, mientras que otras se utilizan como polinizadoras. La falta de sincronía en el momento de maduración de las flores masculinas y femeninas es una de las principales razones para utilizar variedades polinizadoras. La mayoría de los avellanos comerciales se injertan sobre pies de avellano turco, Corylus colurna, ya que no emite chupones.
En Chile existen alrededor de 5128,5 ha (censo agropecuario de 2007) plantadas con avellanos, habiendo un potencial de llegar a 60 000 ha entre las VII y X Regiones.

## Producción mundial

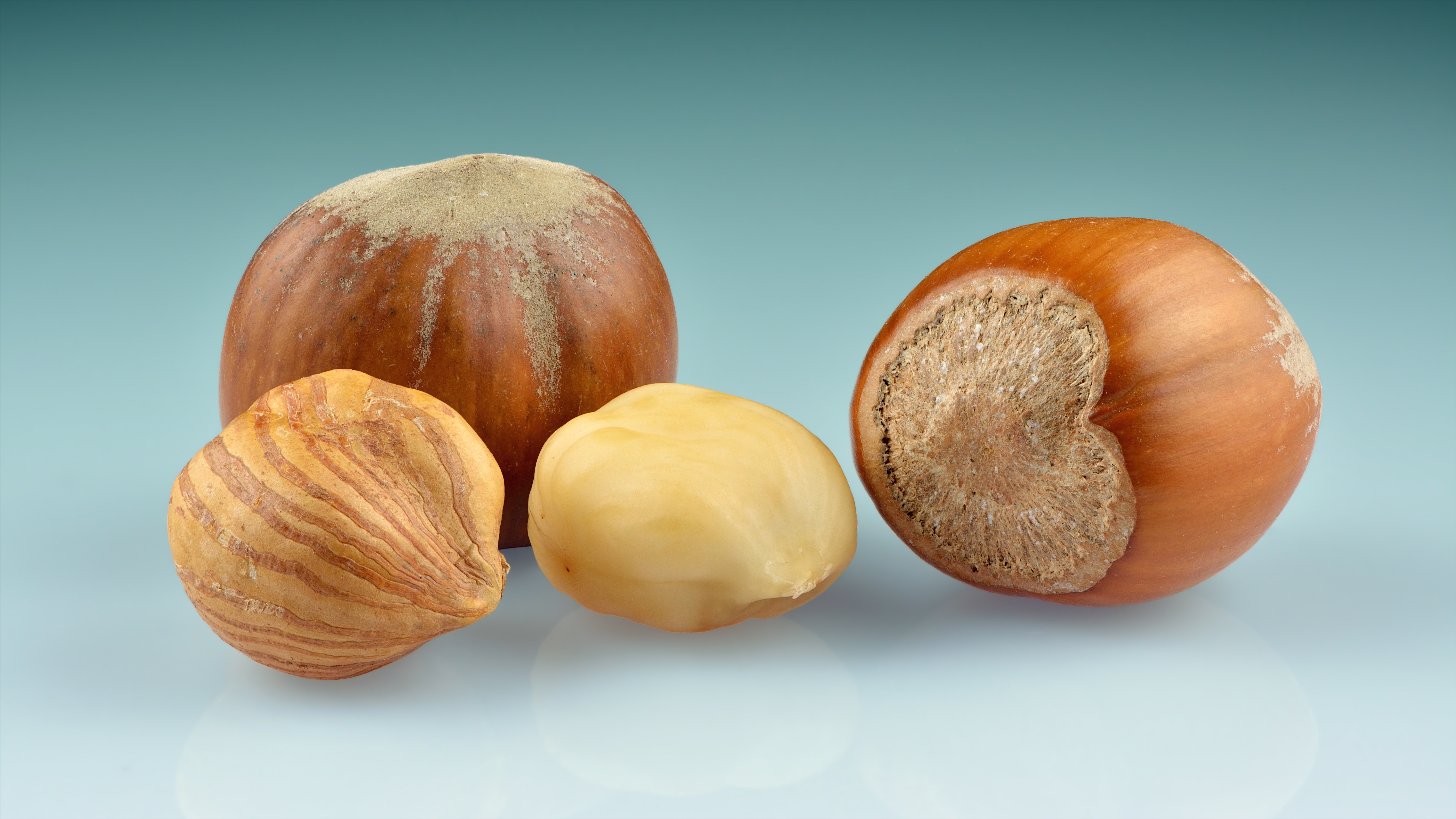

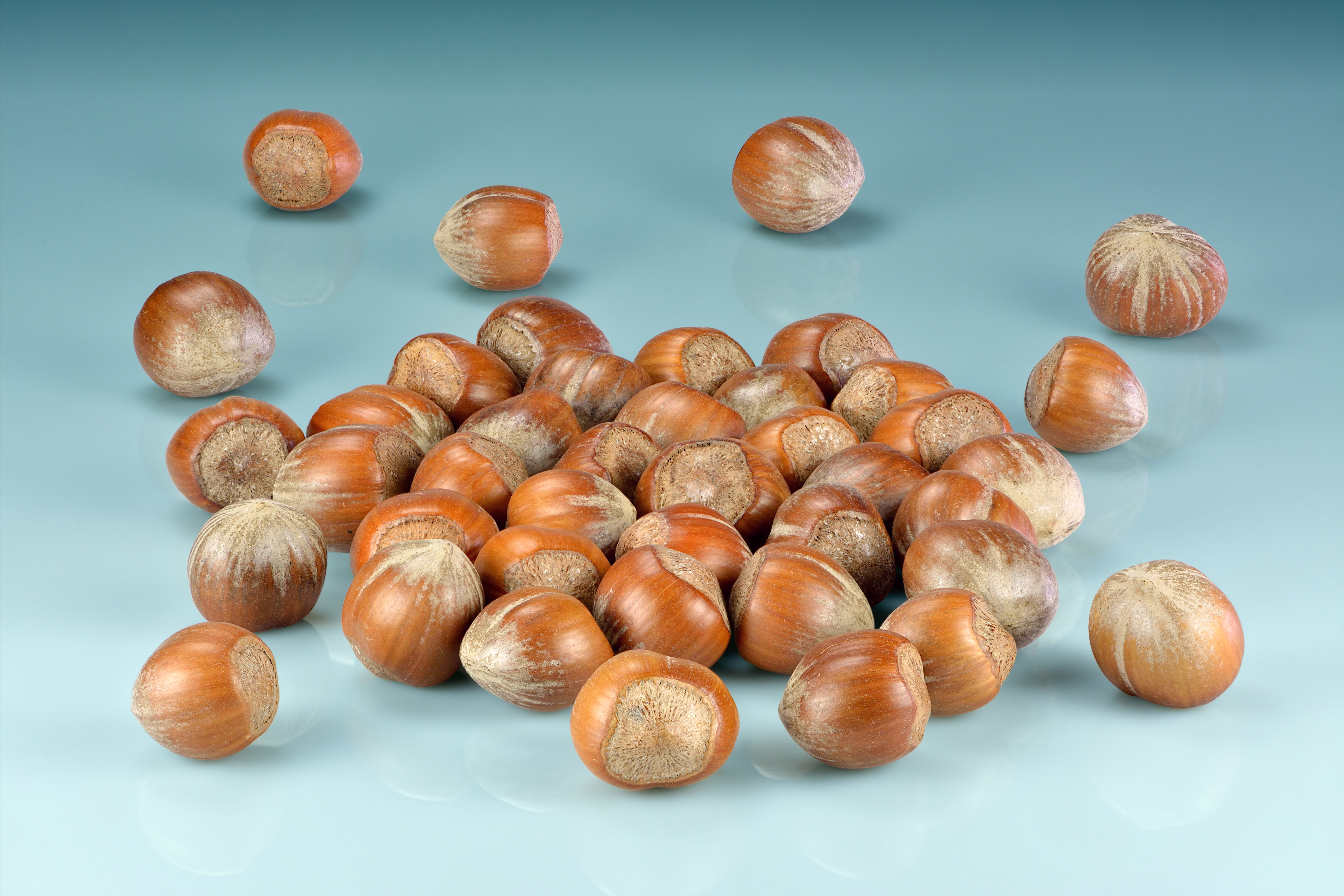

| Principales productores de avellano (2018) (toneladas) | Principales productores de avellano (2018) (toneladas) |
| ------------------------------------------------------ | ------------------------------------------------------ |
| Turquía                                                | 515.000                                                |
| Italia                                                 | 132.699                                                |
| Azerbaiyán                                             | 52.067                                                 |
| Estados Unidos                                         | 46.270                                                 |
| China                                                  | 24.790                                                 |
| Georgia                                                | 17.000                                                 |
| Irán                                                   | 15.839                                                 |
| Francia                                                | 14.988                                                 |
| Chile                                                  | 9.019                                                  |
| España                                                 | 8.033                                                  |

Fuente

## Taxonomía

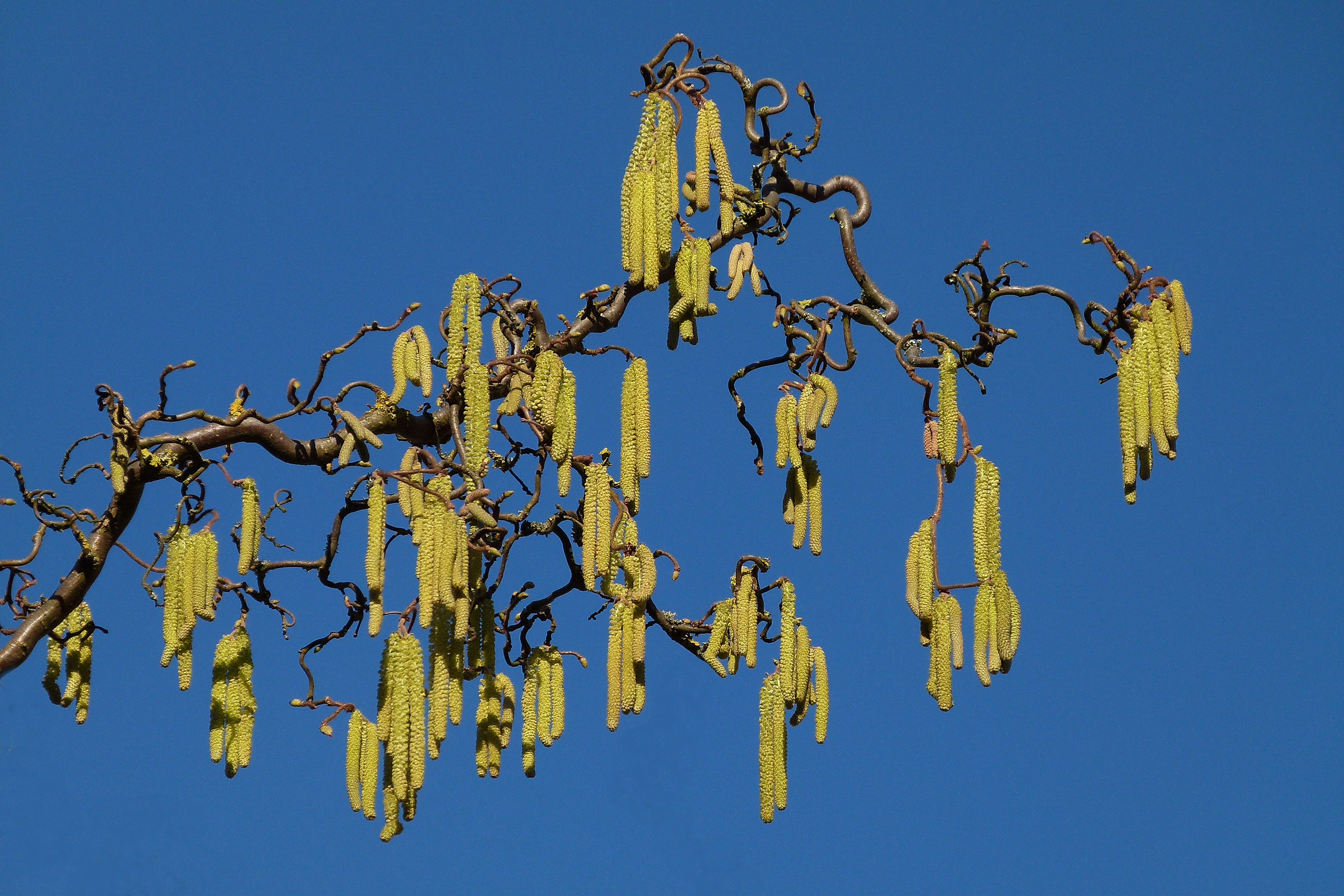
Corylus avellana 'Contorta'

Corylus avellana fue descrito por Carlos Linneo  y publicado en Species Plantarum 2: 998–999. 1753.
Sinonimia
- Corylus avellana subsp. memorabilis (Sennen) Sennen
- Corylus memorabilis Sennen
- Corylus mirabilis Sennen[4]
- Corylus sylvestris Salisb.[5][6]

## Nombres comunes
Ablano, avellano, aurán, avellana, avellanera, avellana cordobesa, avellana hembra, avellana macho, avellanal,  avellanas, avellanas vanas, avellanero, avellano, avellano blanco, avellano bobo, avellano común, avellano cultivado, avellano europeo, avellano loco, avellano silvestre, avillano, avillanu, caballo, carrillete, cascaruto, cuculo, gambote, gatos, gárgola, matu, mello, nochizo, troncho.